# دورة معوية كبدية
الدورة المعوية الكبدية  (أو الدوران المعوي الكبدي) هي دورة داخل جسم الإنسان تحدث بين الكبد والأمعاء تنتقل فيها الأحماض الصفراوية والبيليروبين والعقاقير ومواد أخرى من الكبد إلى الصفراء، ثم بدخولها إلى الأمعاء الدقيقة، ثم لتعود مرة أخرى إلى الكبد.
تعد الدورة المعوية الكبدية ذات أهمية في دراسة علم السموم، كما أن استقلاب عدد من الفيتامبنات، مثل فيتامين بي 12 (الكوبالامين)، يمر عبر هذه الدورة.